# 16368 Città di Alba
(16368) Citta di Alba, denumire internațională (16368) Città di Alba, este un asteroid din centura principală de asteroizi.

## Descriere
16368 Città di Alba este un asteroid din centura principală de asteroizi. A fost descoperit pe 28 februarie 1981 la Observatorul La Silla de Henri Debehogne și Giovanni de Sanctis. Asteroidul prezintă o orbită caracterizată de o semiaxă mare de 3,16 ua, o excentricitate de 0,11 și o înclinație de 12,9° în raport cu ecliptica.